# Futbol'nyj Klub Chimki 2009
Questa voce raccoglie le informazioni riguardanti il Futbol'nyj Klub Chimki 2009 nelle competizioni ufficiali della stagione 2009.

## Stagione
In campionato la squadra terminò all'ultimo posto, condannando per la prima volta il club ad una retrocessione e segnando il ritorno in seconda serie dopo tre stagioni.
Il cammino in Coppa fu immediatamente interrotto, con la sconfitta esterna per 2-1 per mano del Baltika.

## Rosa
| N. |                                 | Ruolo | Calciatore         |
| -- | ------------------------------- | ----- | ------------------ |
| 1  | Armenia (bandiera)              | P     | Roman Berezovskij  |
| 3  | Russia (bandiera)               | D     | Andrei Strelcov    |
| 4  | Moldavia (bandiera)             | D     | Victor Golovatenco |
| 5  | Finlandia (bandiera)            | D     | Boris Rotenberg    |
| 6  | Bosnia ed Erzegovina (bandiera) | D     | Vule Trivunović    |
| 7  | Russia (bandiera)               | A     | Oleg Kozhanov      |
| 10 | Russia (bandiera)               | C     | Ilya Maksimov      |
| 13 | Serbia (bandiera)               | C     | Ivan Cvetković     |
| 15 | Ucraina (bandiera)              | D     | Dmytro Semočko     |
| 16 | Russia (bandiera)               | P     | Mikhail Komarov    |
| 17 | Russia (bandiera)               | D     | Evgeniy Gapon      |
| 18 | Serbia (bandiera)               | D     | Miodrag Jovanović  |

| N. |                                 | Ruolo | Calciatore          |
| -- | ------------------------------- | ----- | ------------------- |
| 19 | Bosnia ed Erzegovina (bandiera) | C     | Dragan Blatnjak     |
| 20 | Russia (bandiera)               | A     | Aleksandr Antipenko |
| 21 | Russia (bandiera)               | C     | Viktor Budjanskij   |
| 22 | Bielorussia (bandiera)          | C     | Maksim Romaschenko  |
| 23 | Serbia (bandiera)               | D     | Nenad Nastić        |
| 24 | Nigeria (bandiera)              | C     | Richard Eromoigbe   |
| 25 | Russia (bandiera)               | C     | Aleksand Svecov     |
| 27 | Russia (bandiera)               | C     | Maksim Zinovjev     |
| 32 | Croazia (bandiera)              | A     | Marko Šimić         |
| 40 | Russia (bandiera)               | D     | Adil' Ibragimov     |
| 42 | Russia (bandiera)               | C     | Jurij Kirillov      |

## Risultati

### Campionato
| Mosca 14 marzo 2009 1ª giornata | Lokomotiv Mosca | 1 – 1 referto | Chimki | Stadio Lokomotiv |

| Chimki 21 marzo 2009 2ª giornata | Dinamo Mosca | 3 – 2 referto | Chimki | Arena Chimki |

| Chimki 3 aprile 2009 3ª giornata | Chimki | 0 – 1 referto | Rostov | Arena Chimki |

| Samara 10 aprile 2009 4ª giornata | Kryl'ja Sovetov Samara | 3 – 0 referto | Chimki | Stadio Metallurg (Samara) |

| Chimki 19 aprile 2009 5ª giornata | Chimki | 0 – 3 referto | CSKA Mosca | Arena Chimki |

| San Pietroburgo 25 aprile 2009 6ª giornata | Zenit San Pietroburgo | 4 – 2 referto | Chimki | Stadio Petrovskij |

| Chimki 3 maggio 2009 7ª giornata | Chimki | 2 – 2 referto | Kuban' | Arena Chimki |

| Nal'čik 11 maggio 2009 8ª giornata | Spartak-Nal'čik | 0 – 0 referto | Chimki | Respublikanskij stadion Spartak |

| Chimki 16 maggio 2009 9ª giornata | Chimki | 1 – 1 referto | FK Mosca | Arena Chimki |

| Groznyj 23 maggio 2009 10ª giornata | Terek Groznyj | 2 – 0 referto | Chimki | Stadio Sultan Bilimkhanov |

| Chimki 6 luglio 2009 11ª giornata | Chimki | 2 – 3 referto | Rubin | Arena Chimki |

| Mosca 13 giugno 2009 12ª giornata | Spartak Mosca | 1 – 0 referto | Chimki | Stadio Lužniki |

| Chimki 10 luglio 2009 13ª giornata | Chimki | 1 – 0 referto | Saturn | Arena Chimki |

| Tomsk 19 luglio 2009 14ª giornata | Tom' Tomsk | 4 – 0 referto | Chimki | Trud Stadium |

| Chimki 24 luglio 2009 15ª giornata | Chimki | 2 – 0 referto | Amkar Perm' | Arena Chimki |

| Chimki 2 agosto 2009 16ª giornata | Chimki | 0 – 2 referto | Dinamo Mosca | Arena Chimki |

| Rostov sul Don 9 agosto 2009 17ª giornata | Rostov | 2 – 0 referto | Chimki | Stadio Olimp-2 |

| Chimki 16 agosto 2009 18ª giornata | Chimki | 1 – 3 referto | Kryl'ja Sovetov Samara | Arena Chimki |

| Mosca 22 agosto 2009 19ª giornata | CSKA Mosca | 2 – 1 referto | Chimki | Stadio Lužniki |

| Chimki 30 agosto 2009 20ª giornata | Chimki | 0 – 4 referto | Zenit San Pietroburgo | Arena Chimki |

| Krasnodar 12 settembre 2009 21ª giornata | Kuban' | 2 – 1 referto | Chimki | Stadio Kuban' |

| Chimki 18 settembre 2009 22ª giornata | Chimki | 0 – 2 referto | Spartak-Nal'čik | Arena Chimki |

| Mosca 26 settembre 2009 23ª giornata | FK Mosca | 3 – 0 referto | Chimki | Stadio Ėduard Strel'cov |

| Chimki 3 ottobre 2009 24ª giornata | Chimki | 1 – 2 referto | Terek Groznyj | Arena Chimki |

| Kazan' 17 ottobre 2009 25ª giornata | Rubin | 2 – 1 referto | Chimki | Stadio Centrale |

| Chimki 24 ottobre 2009 26ª giornata | Chimki | 0 – 3 referto | Spartak Mosca | Arena Chimki |

| Ramenskoe 30 ottobre 2009 27ª giornata | Saturn | 1 – 0 referto | Chimki | Saturn Stadium |

| Chimki 7 novembre 2009 28ª giornata | Chimki | 1 – 3 referto | Tom' Tomsk | Arena Chimki |

| Perm' 21 novembre 2009 29ª giornata | Amkar Perm' | 2 – 0 referto | Chimki | Stadio Zvezda |

| Chimki 29 novembre 2009 30ª giornata | Chimki | 1 – 3 referto | Lokomotiv Mosca | Arena Chimki |

### Coppa di Russia
| Kaliningrad 15 luglio 2009 Sedicesimi di finale | Baltika | 2 – 1 referto | Chimki | Stadio Baltika |